# 13011 Loeillet
13011 Loeillet este un asteroid din centura principală de asteroizi.

## Descriere
13011 Loeillet este un asteroid din centura principală de asteroizi. A fost descoperit pe 26 august 1987 la Observatorul La Silla de Eric Walter Elst. Asteroidul prezintă o orbită caracterizată de o semiaxă mare de 3,08 ua, o excentricitate de 0,13 și o înclinație de 10,5° în raport cu ecliptica.